# Palvareto
Palvareto era il  nome di un comune della provincia di Cremona (Lombardia), esistito dal 1928 al 1947.

## Storia
Il comune di Palvareto fu creato nel 1928 unendo i comuni di San Giovanni in Croce e Solarolo Rainerio.
Il comune fu soppresso nel 1947 e al suo posto furono ricostituiti i comuni preesistenti di San Giovanni in Croce e Solarolo Rainerio.